# Vostok s/n 4
La missione Vostok s/n 4 fu una missione spaziale effettuata il 22 dicembre 1960 nell'ambito del Programma Vostok dall'Unione Sovietica, durante la cosiddetta Corsa allo spazio.
La precedente missione, denominata Korabl 3 e conosciuta in occidente come Sputnik 6, era stata lanciata con successo, ma vi erano stati problemi in fase di rientro, che avevano comportato l'impossibilità di recuperare la capsula.
La nuova navicella spaziale aveva a bordo i due cagnolini Domka e Krasonka (chiamati anche Kometa e Šutka). Il lancio dovette essere interrotto durante la prima fase di volo a causa di un guasto al terzo stadio del razzo vettore Vostok K, per cui la capsula si staccò dal razzo e atterrò in Siberia. I cagnolini sopravvissero all'atterraggio d'emergenza, nonostante il violento impatto a terra, ma perirono all'interno della capsula, dato che il recupero della stessa, a causa delle cattive condizioni atmosferiche, richiese oltre due giorni. A seguito del fallimento, la missione non venne denominata Korabl 4 come era stato programmato, ma Vostok s/n 4.
Analizzate le cause del fallimento della missione, la navicella Vostok venne modificata e il lancio della missione Korabl 4 (conosciuta in occidente come Sputnik 9) avvenne il 9 marzo 1961.  